# Rue du Chat-qui-Danse
Ne doit pas être confondu avec Rue du Chat-qui-Pêche.
La rue du Chat-qui-Danse est une rue de Saint-Malo.

## Situation et accès
Elle est située derrière les remparts nord de Saint-Malo.

## Origine du nom
Son ancien nom est « rue de Bel-Air ». Elle s'est également appelée « rue de la Carmagnole » en 1794 puis « rue de la Prison ». Selon la légende locale, elle devrait son nom actuel à un raid naval des Anglais en 1693. Les Anglais, après avoir bombardé la ville, ont construit une « machine infernale », un navire rempli d'explosifs projeté contre les remparts de Saint-Malo, plus précisément la poudrière de la tour Bidouane, pour détruire la ville ; s'échouant sur les rochers avant de pouvoir l'atteindre, le navire explose, ne causant qu'une victime : un chat. Pour railler les Anglais, les Malouins nommèrent ainsi cette rue donnant sur les remparts la « rue du Chat-qui-Danse ». L'odonymie urbaine permet de faire l'hypothèse que cette rue se terminait en cul-de-sac avant les destructions de 1944 et qu'elle aurait été le lieu de rendez-vous des chats du quartier.

## Historique
Le corsaire Robert Surcouf serait né en 1773 dans l'hôtel de la Bertaudière au numéro 2 de la rue du Chat-qui-Danse. Les historiens évoquent également la rue du Pélicot située plus à l'est.